# Rhamphomyia plumipes
Rhamphomyia plumipes är en tvåvingeart som först beskrevs av Johann Wilhelm Meigen 1804.  Rhamphomyia plumipes ingår i släktet Rhamphomyia och familjen dansflugor. Arten är reproducerande i Sverige. Inga underarter finns listade i Catalogue of Life.